# Margaret Beaufort
Margaret Beaufort (Bletsoe, 31 maggio 1443 – Londra, 29 giugno 1509) fu contessa di Richmond e Derby, madre di Enrico VII d'Inghilterra (fondatore della dinastia Tudor) e nonna di Enrico VIII d'Inghilterra.

## L'infanzia
Margaret Beaufort nacque nel castello di Bletsoe, Bedfordshire, il 31 maggio del 1443 o del 1441, sebbene la data ed il mese vengano considerati esatti, giacché lei chiese all'abbazia di Westminster di ricordare il proprio battesimo in quella data, l'anno è oggetto di dispute. Alcuni storici propendono per il 1441, partendo dalla data di morte del padre che morì alla fine di maggio del 1444, tuttavia il 1443 appare più probabile giacché l'uomo trattò con re Enrico VI d'Inghilterra circa la custodia di un figlio non ancora nato se egli fosse deceduto in battaglia. I genitori di Margaret erano John Beaufort, I duca di Somerset (1404-1444) e sua moglie Margaret Beauchamp, vedova di sir Oliver St. John e figlia di sir John Beauchamp barone di Bletsoe. Per via paterna era nipote di John Beaufort, I conte di Somerset, e di Margaret Holland, pronipote di Giovanni Plantageneto e di quella che in seguito divenne la sua terza moglie, Katherine Swynford e quindi pro-pronipote di Edoardo III d'Inghilterra.
La successiva legittimazione di Riccardo II d'Inghilterra, del 1397, dei figli nati dal rapporto fra Giovanni, duca di Lancaster, e Katherine Swynford fu confermata da Enrico IV a condizione che nessuno dei loro discendenti reclamasse mai la corona. Nonostante questo veto, il figlio di Margaret divenne sovrano e ogni successivo sovrano d'Inghilterra, Gran Bretagna e Regno Unito discende da lui e da Giovanni. Margaret vantava dei nobili natali, in quanto dalla parte del padre aveva Edoardo III come trisavolo, Giovanni era il suo bisnonno, Riccardo II era nipote del suo bisnonno, Enrico IV suo prozio e Joan Beaufort, regina consorte di Scozia, era sua zia. Inoltre la sua bisnonna paterna, Margaret Holland era figlia di Thomas Holland II conte di Kent, il quale era fratellastro uterino (la madre era Joan di Kent) del re Riccardo II (che era anche nipote di Giovanni, duca di Lancaster). La madre di Margaret Holland era Alice FitzAlan, figlia di Eleonora di Lancaster, di cui Enrico III Plantagenetocera il trisavolo
Al momento della nascita di Margaret, o nella sua primissima infanzia, suo padre si stava preparando a partire per la Francia per conto di Enrico VI. Prima di partire, egli si assicurò che la custodia della figlia e dei suoi beni, in caso di sua morte, fossero affidati esclusivamente alla moglie. Poco dopo il suo ritorno, i rapporti fra John ed Enrico si deteriorarono rapidamente: John venne bandito dalla corte e accusato di tradimento, e morì poco dopo, secondo alcuni di malattia e secondo altri per suicidio. Margaret era la sua sola figlia e l'unica erede della sua fortuna, poiché la madre aveva perso il bambino che aspettava.
Poco dopo, re Enrico si rimangiò l'accordo e diede la custodia di Margaret a William de la Pole, I duca di Suffolk, anche se la bambina rimase presso la madre. Margaret passò l'infanzia a stretto contatto con i fratellastri del primo matrimonio della madre e uno di questi, John St John, l'erede della tenuta di Bletsoe, divenne in seguito ciambellano di Margaret nonché suo esecutore testamentario.

## I due brevi matrimoni

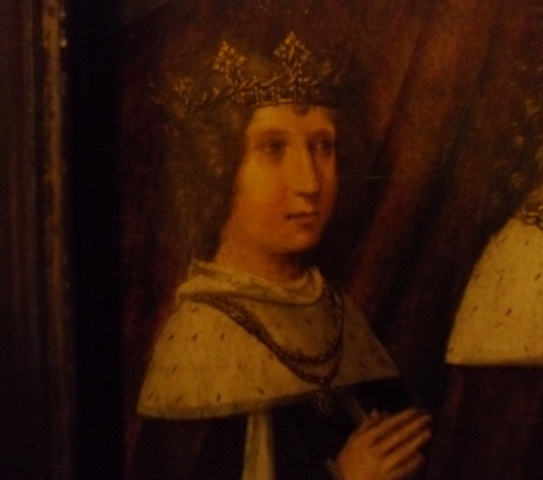
Edmondo Tudor, padre di Enrico VII

Stemma personale di Margaret Beaufort.

Con il passare del tempo, la posizione di Suffolk si fece sempre più precaria e si era ripromesso di far sposare Margaret al proprio figlio John de la Pole, II duca di Suffolk. Le nozze ebbero luogo fra il 28 gennaio e il 7 febbraio 1444 quando Margaret aveva un'età compresa fra l'uno e i tre anni. Poiché Margaret e John erano imparentati per parte di madre, occorse una dispensa papale che fu stilata il 18 agosto 1450. In quello stesso anno Suffolk venne accusato di tradimento e giustiziato mentre tentava la fuga per mare. La madre di Margaret provvide subito a liberare la figlia dal matrimonio ormai politicamente svantaggioso, che venne annullato nel 1453  su iniziativa di Enrico VI. Il sovrano intendeva dare in sposa la giovanissima ereditiera al fratellastro Edmondo Tudor, figlio di secondo letto della madre Caterina di Valois con Owen Tudor. Margaret non riconobbe mai le nozze infantili con John, tanto che nel 1472 si riferiva ad Edmund, nel proprio testamento, come primo marito; d'altro canto secondo il Diritto canonico ella non era vincolata al contratto matrimoniale perché non aveva raggiunto i dodici anni.
Il matrimonio con Edmund avvenne il 1º novembre 1455, quando Margaret aveva tra i dodici anni e i quattordici anni e il marito ventiquattro. Le ostilità tra i due casati di York e Lancaster, successivamente note come la guerra delle due rose erano scoppiate da poco. Edmund Tudor, in quanto figlio della defunta regina Caterina, era un Lancaster e fu combattendo per il suo re contro gli York che venne da questi catturato un anno dopo, morendo in prigionia nella fortezza di Carmarthen nel novembre 1456. La sua giovane vedova Margaret aveva tra i tredici e i quindici anni ed era incinta di circa sette mesi. Il loro unico figlio, Enrico Tudor nacque nel castello di Pembroke il 28 gennaio 1457, al termine di un travaglio lungo e pericoloso sia per la madre sia per il neonato, e i cui postumi furono presumibilmente tanto gravi da non permettere alla giovanissima di avere altri figli.
Margaret rimase con il figlio a Pembroke insieme al cognato Gaspare Tudor fino al trionfo degli York nel 1461. Da quel momento in poi, il giovane Enrico visse con lo zio paterno dapprima in Galles e poi, dall'età di quattordici anni, in esilio in Bretagna. In quel lasso di tempo il rapporto fra Margaret e il figlio fu tenuto in vita da lettere e poche visite. Margaret onorò sempre la memoria di Edmund e nel suo testamento espresse il desiderio di essere sepolta accanto a lui.

## I lunghi matrimoni

Stemma di Margaret Beaufort dal libro dei donatori del Christ’s College, Cambridge.

Il 3 gennaio 1462 Margaret si risposò con Henry Stafford, conte di Stanford, secondogenito (1425 circa-1471) di Humphrey Stafford, I duca di Buckingham attraverso un'altra dispensa papale poiché i due erano secondi cugini (la nonna di lui era Joan Beaufort, figlia di Giovanni Plantageneto e dunque zia del padre di Margaret). In quegli anni la vita di Margaret fu tranquilla e trascorsa in prevalenza in campagna dove si trovavano le proprietà del marito. Henry Stafford prese parte alla battaglia di Barnet nell’aprile del 1471, combattendo al fianco di Edoardo IV e del casato di York. Ferito in battaglia, morì alcuni mesi dopo il 4 ottobre 1471.
Alla morte di Henry nel 1471, Margaret rimase vedova per la seconda volta ed in possesso di un considerevole patrimonio. Nel giugno dell'anno seguente, Margaret si risposò per la terza volta con Thomas Stanley, I conte di Derby, Lord Constable of England e re di Man.È certo che Margaret cospirò attivamente contro la regina vedova Elisabetta Woodville e contro Riccardo III d'Inghilterra, entrambi esponenti del casato di York e, dopo la prematura morte di Edoardo IV, unici ostacoli ad una possibile ascesa al trono di suo figlio Enrico. Quando apparve chiaro che gli eredi maschi di Elisabetta Woodville Edoardo e Riccardo erano morti, Margaret giunse a patti con Elisabetta per fidanzare il giovane Enrico alla figlia di Elisabetta, Elisabetta di York. 
Anche suo marito Thomas Stanley era apertamente contro il re, tanto che, quando tutti gli yorkisti vennero chiamati alla Battaglia di Bosworth Field per combattere l'esercito di Enrico Tudor, Thomas si tenne ai margini dello scontro senza intervenire, anche se suo figlio George era stato fatto ostaggio da Riccardo. Enrico trionfò e Riccardo morì: Thomas ricevette il titolo di conte di Derby e Margaret era riuscita a mettere il figlio sul trono. Anni dopo, attorno al 1499, ella fece voto di castità e in accordo col marito andò a vivere da sola a Collyweston.

## Margaret R.

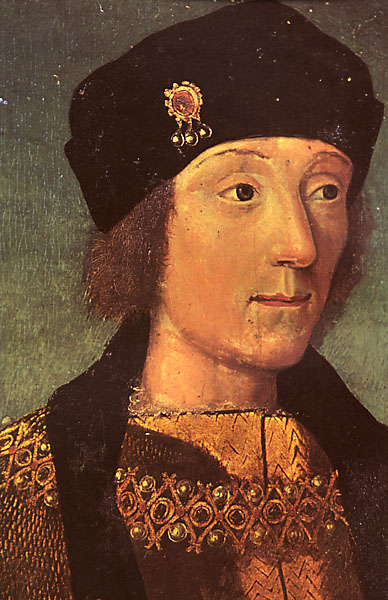
Enrico VII giovane

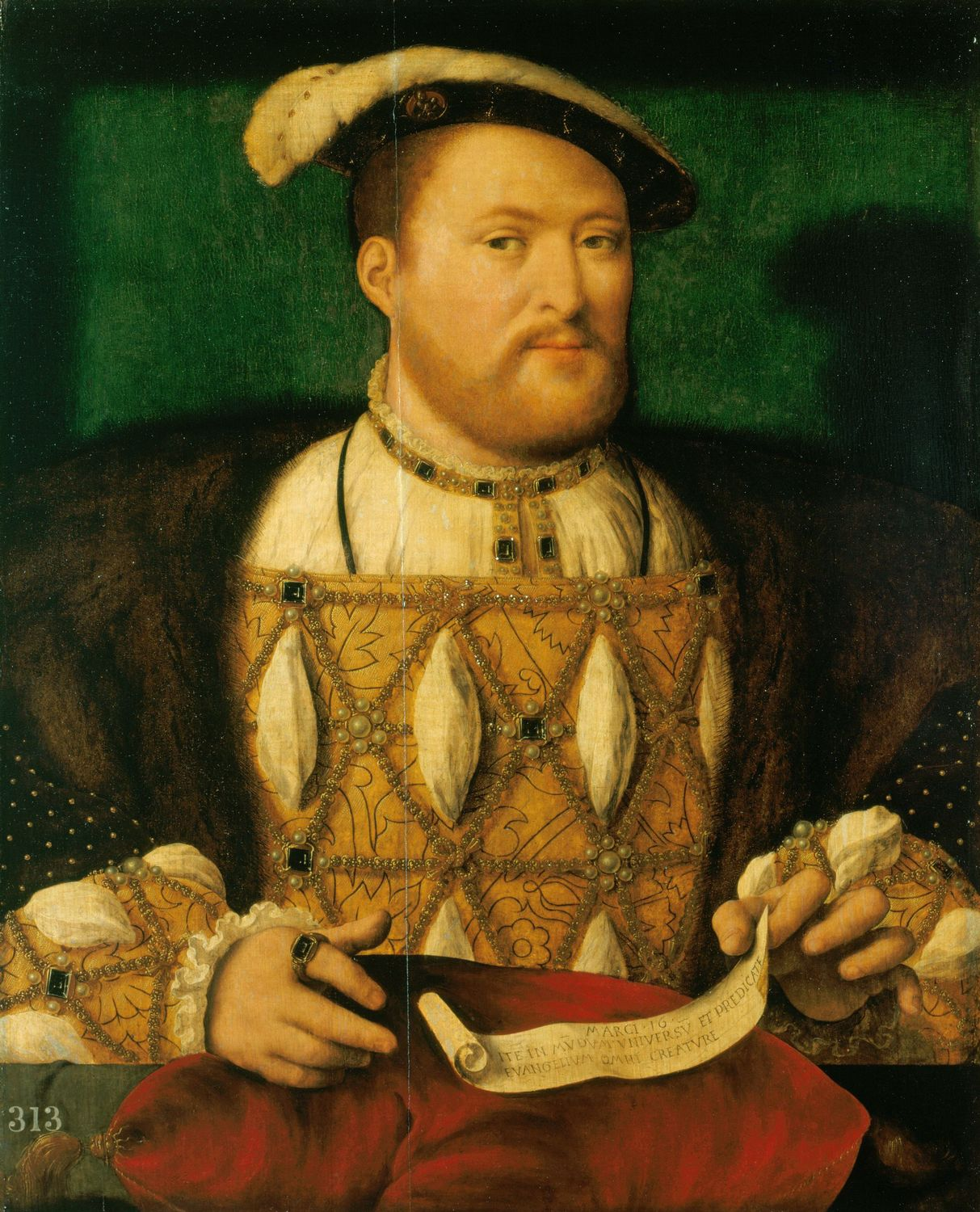
Enrico VIII giovane

Una volta salito al trono, Enrico cominciò a chiamare la madre My Lady the King's Mother ed egli fece in modo di garantirle l'indipendenza economica e sociale che lei desiderava, tanto che la prima seduta del parlamento le riconobbe il diritto di amministrare da sola i propri beni come se non fosse stata sposata. Come da programma, Enrico sposò Elisabetta di York. Margaret si dimostrò riluttante ad accettare un ruolo meno importante di quello della regina vedova o della regina consorte, e decise quindi di indossare abiti della stessa qualità della nuora e di camminare solo di un passo dietro di lei.
Spesso madre e figlio erano insieme: il re infatti soleva andarla a trovare a Coldharbour per chiederle consiglio. Quando invece si trovavano lontani, si scrivevano regolarmente tenendosi aggiornati sugli avvenimenti accaduti.
Dal 1460 in poi la contessa si era sempre firmata M. Richmond, ma dopo la salita al trono di Enrico cambiò in Margaret R. che poteva stare sia Regina o per Richmond. Più avanti ella accluse nella firma la corona reale e la dicitura et mater Henrici septimi regis Angliæ et Hiberniæ.
Intelligente, colta e forte, Margaret fondò il Christ's College a Cambridge nel 1505 assieme ad altri istituti minori,  mentre con risorse derivanti dalla sua eredità finanziò la fondazione del St John's College nel 1511.
Presso il Christ's College  aveva un appartamento in cui teneva una ricca biblioteca con opere inglesi e francesi.
Quando le nacquero i nipoti, Margaret,  in veste di cerimoniera di corte, ebbe controllo assoluto sull'organizzazione della nursery.
Il nipote Enrico, il futuro Enrico VIII, fu il suo favorito. Quando il bambino compì 10 anni, infatti, la nonna lo nominò unico erede dei suoi possedimenti, che avrebbe eventualmente amministrato non appena avesse raggiunto la maggiore età. Per l'educazione del nipote, scelse per lui come precettore principale John Skelton, un suo favorito.

## La breve reggenza e la morte

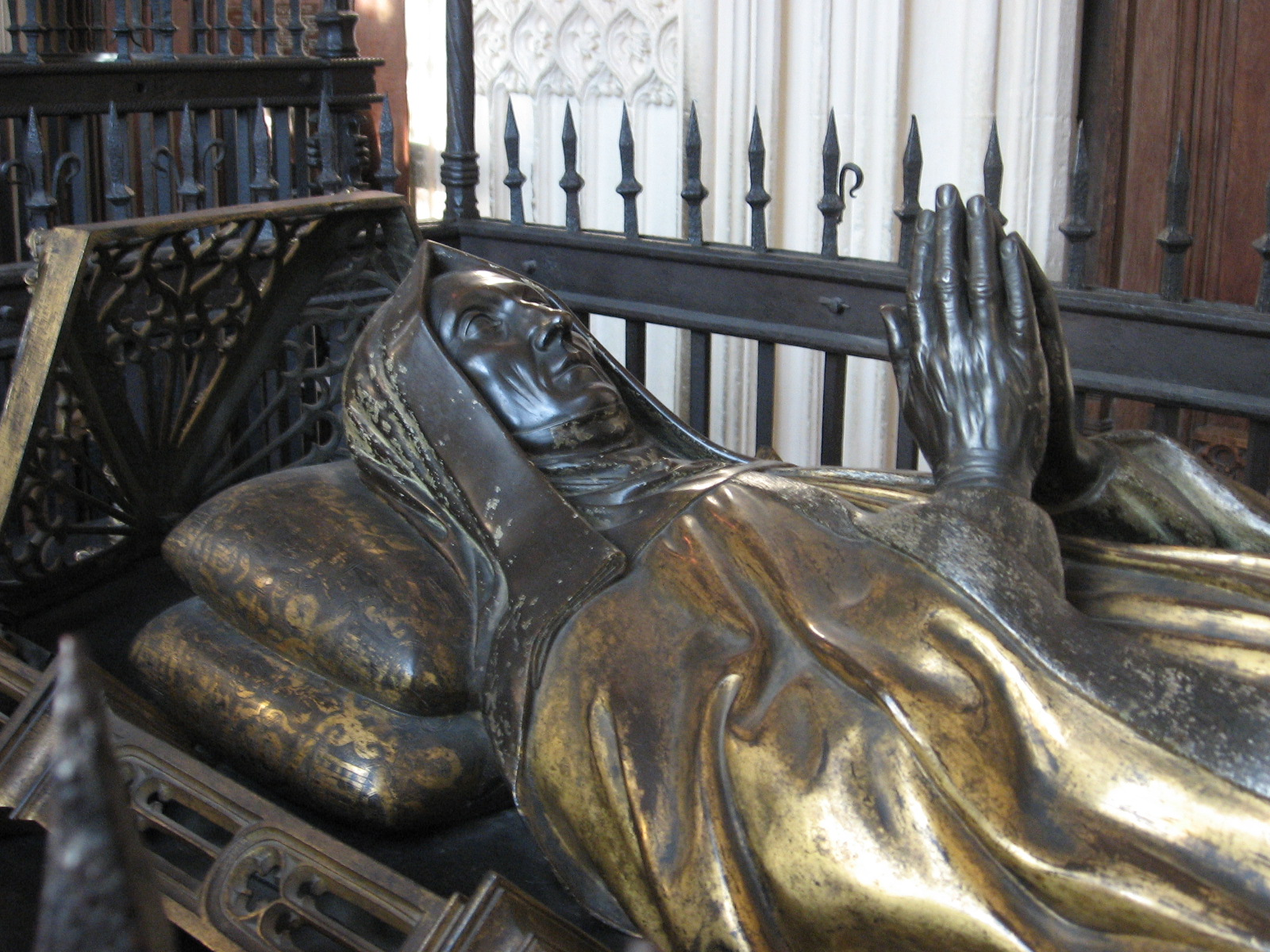
Abbazia di Westminster: sarcofago di Margaret Beaufort

Il 21 aprile 1509 Enrico morì e l'erede divenne il suo secondogenito Enrico VIII d'Inghilterra, che era subentrato in seguito alla morte del primogenito Arturo Tudor.
Enrico VII l'aveva lasciata esecutrice testamentaria delle proprietà del figlio e l'aveva anche nominata reggente, ma non poté essere per il nipote la fedele consigliera che era stata per il figlio.
Mentre erano ancora in corso i festeggiamenti per l'incoronazione, infatti, Margaret si ammalò gravemente. In punto di morte poté solo consigliare a Enrico, che all'epoca era solo un diciottenne, di appoggiarsi a John Fisher, uno dei tanti dotti di Cambridge che ella aveva favorito. Margaret morì il 29 giugno 1509 all’età, per l’epoca avanzatissima, di sessantasei anni e fu sepolta nella cappella di Enrico VII nell'abbazia di Westminster.
Anni dopo, non solo Enrico VIII avrebbe ripudiato moglie e autorità papale, ma avrebbe anche condannato a morte Fisher, reo di essersi opposto alla volontà del re.

## Ascendenza
|                                    |                                                              |                                                  | Genitori                             |  |  | Nonni |  |  | Bisnonni                                   |  |  | Trisnonni                 |  |
|                                    |                                                              |                                                  |                                      |  |  |       |  |  | Giovanni Plantageneto, I duca di Lancaster |  |  | Edoardo III d'Inghilterra |  |
|                                    |                                                              |                                                  |                                      |  |  |       |  |  | Giovanni Plantageneto, I duca di Lancaster |  |  | Edoardo III d'Inghilterra |  |
|                                    |                                                              | Filippa di Hainaut                               |                                      |  |  |       |  |  | Giovanni Plantageneto, I duca di Lancaster |  |  |                           |  |
| John Beaufort, I conte di Somerset |                                                              |                                                  |                                      |  |  |       |  |  | Giovanni Plantageneto, I duca di Lancaster |  |  |                           |  |
|                                    |                                                              | Katherine Swynford                               | Payne De Roet                        |  |  |       |  |  |                                            |  |  |                           |  |
|                                    |                                                              | Katherine Swynford                               | Payne De Roet                        |  |  |       |  |  |                                            |  |  |                           |  |
|                                    |                                                              | Katherine Swynford                               | …                                    |  |  |       |  |  |                                            |  |  |                           |  |
| John Beaufort, I duca di Somerset  |                                                              | Katherine Swynford                               |                                      |  |  |       |  |  |                                            |  |  |                           |  |
|                                    |                                                              | Thomas Holland, II conte di Kent                 | Thomas Holland, I conte di Kent      |  |  |       |  |  |                                            |  |  |                           |  |
|                                    |                                                              | Thomas Holland, II conte di Kent                 | Thomas Holland, I conte di Kent      |  |  |       |  |  |                                            |  |  |                           |  |
|                                    |                                                              | Thomas Holland, II conte di Kent                 | Giovanna di Kent                     |  |  |       |  |  |                                            |  |  |                           |  |
| Margaret Holland                   |                                                              | Thomas Holland, II conte di Kent                 |                                      |  |  |       |  |  |                                            |  |  |                           |  |
|                                    |                                                              | Alice FitzAlan                                   | Richard FitzAlan, X conte di Arundel |  |  |       |  |  |                                            |  |  |                           |  |
|                                    |                                                              | Alice FitzAlan                                   | Richard FitzAlan, X conte di Arundel |  |  |       |  |  |                                            |  |  |                           |  |
|                                    |                                                              | Alice FitzAlan                                   | Eleonora di Lancaster                |  |  |       |  |  |                                            |  |  |                           |  |
| Margaret Beaufort                  |                                                              | Alice FitzAlan                                   |                                      |  |  |       |  |  |                                            |  |  |                           |  |
|                                    | Roger Beauchamp, de jure secondo Barone Beauchamp of Bletsoe | …                                                |                                      |  |  |       |  |  |                                            |  |  |                           |  |
|                                    | Roger Beauchamp, de jure secondo Barone Beauchamp of Bletsoe | …                                                |                                      |  |  |       |  |  |                                            |  |  |                           |  |
|                                    | Roger Beauchamp, de jure secondo Barone Beauchamp of Bletsoe | …                                                |                                      |  |  |       |  |  |                                            |  |  |                           |  |
| John Beauchamp, di Bletso          | Roger Beauchamp, de jure secondo Barone Beauchamp of Bletsoe |                                                  |                                      |  |  |       |  |  |                                            |  |  |                           |  |
|                                    |                                                              | Maria                                            | …                                    |  |  |       |  |  |                                            |  |  |                           |  |
|                                    |                                                              | Maria                                            | …                                    |  |  |       |  |  |                                            |  |  |                           |  |
|                                    |                                                              | Maria                                            | …                                    |  |  |       |  |  |                                            |  |  |                           |  |
| Margaret Beauchamp di Bletso       |                                                              | Maria                                            |                                      |  |  |       |  |  |                                            |  |  |                           |  |
|                                    |                                                              | Sir John Stourton, Sceriffo di Dorset e Somerset | …                                    |  |  |       |  |  |                                            |  |  |                           |  |
|                                    |                                                              | Sir John Stourton, Sceriffo di Dorset e Somerset | …                                    |  |  |       |  |  |                                            |  |  |                           |  |
|                                    |                                                              | Sir John Stourton, Sceriffo di Dorset e Somerset | …                                    |  |  |       |  |  |                                            |  |  |                           |  |
| Edith Stourton                     |                                                              | Sir John Stourton, Sceriffo di Dorset e Somerset |                                      |  |  |       |  |  |                                            |  |  |                           |  |
|                                    |                                                              | Catherine Beaumont                               | …                                    |  |  |       |  |  |                                            |  |  |                           |  |
|                                    |                                                              | Catherine Beaumont                               | …                                    |  |  |       |  |  |                                            |  |  |                           |  |
|                                    |                                                              | Catherine Beaumont                               | …                                    |  |  |       |  |  |                                            |  |  |                           |  |
|                                    |                                                              | Catherine Beaumont                               |                                      |  |  |       |  |  |                                            |  |  |                           |  |